# Семинар Иисуса
Семинар Иисуса (англ. Jesus Seminar) — название группы из 150 библеистов и любителей, ставящей своей целью воссоздать образ исторического Иисуса Христа. Семинар часто проводился в 1980-е и 1990-е годы. В 2008—2009 годах кратковременно существовал аналог — Проект Иисуса.

## Деятельность
В 1985 году организатором семинара выступил американский библеист Роберт Фанк.
Среди участников семинара либеральные католики (К. Армстронг), протестанты (Дж. Ш. Спонг), внеденоминационные христиане (Дж. Д. Кроссан), иудеи и атеисты (Э. Пейджелс).
Семинар ставит своей задачей реконструировать «Исторического Иисуса», исключив из интерпретаций все сверхъестественные компоненты (главным образом воскресение). Голосование проводилось цветными кубиками (красный — подлинное высказывание, розовый — вероятно подлинное, серый — вероятно не подлинное, чёрный — определённо неподлинное).
В 1993 году «Семинар Иисуса» выпустил свою версию новозаветных Евангелий и апокрифов. Активную издательскую деятельность ведут и отдельные участники семинара, например, Маркус Борг и Джон Доминик Кроссан.
Большой популярностью в Семинаре Иисуса обладает Источник Q. Евангелие от Марка, самое короткое и простое, широко признано написанным первым из четырёх канонических. Также в качестве равноправного источника используется неканоническое Евангелие от Фомы.
Семинар Иисуса повлиял на голливудское представление об Иисусе (в частности, на Пола Верховена, который посещал его заседания).

## Критика
Семинар Иисуса подвергался критике преимущественно конфессиональных теологов за «априорную элиминацию» чудес.